# Gonutsuga
Gonutsuga est une ville du Botswana.